# لاست كريسماس (أغنية)
لاست كريسماس (بالإنجليزية: Last Christmas)‏ هي أغنية للثنائي البوب الإنجليزي وام! اصدرتها إبك ريكوردز ودوليا أصدرتها MCA في ديسمبر كانون الأول عام 1984، كتبها وأنتجها جورج مايكل.
وصلت الأغنية إلى المرتبة الأولى في الدنمارك وسلوفينيا والسويد والمرتبة الثانية في تسع دول: بلجيكا وألمانيا وهولندا والمجر وإيرلندا وإيطاليا والنرويج ونيوزيلندا والمملكة المتحدة. وام! تبرع بكل عائداتهم للمجاعة الأثيوبية. في استطلاع على مستوى المملكة المتحدة في ديسمبر 2012، تم التصويت عليها في المرتبة الثامنة على قناة آي تي في التلفزيونية الخاصة «أغنية عيد الميلاد المفضلة للأمة». كانت أغنية عيد الميلاد الأكثر تشغيلًا في القرن الحادي والعشرين في المملكة المتحدة إلى أن تجاوزتها أغنية «حكاية نيويورك» في عام 2015.

## الأصل
بدأ العمل على «لاست كرسماس» في عام 1984، بينما كان جورج مايكل وأندرو ريدجيلي يزوران والدي مايكل. كتبها مايكل في غرفة نوم طفولته. اسند مايكل دور ريدجلي في المقدمة الاغنية.

### تسجيل
تم تسجيل الأغنية في أغسطس 1984، في استوديوهات Advision، لندن، إنجلترا. كتب جورج مايكل وأنتج وعزف على كل آلة موسيقية على المسار. باستخدام آلة طبول Linn 9000، ومزامنة Roland Juno-60 وأجراس مزلقة، بدأوا في تسجيل الأغنية في الصيف. كان الأشخاص الوحيدون في الاستوديو هم المهندس كريس بورتر واثنين من مساعديه.
| مخطط الفردي في المملكة المتحدة | مخطط الفردي في المملكة المتحدة | مخطط الفردي في المملكة المتحدة             |
| عام                            | نقاط البيع الذروة.             | تشغيل المخطط                               |
| ------------------------------ | ------------------------------ | ------------------------------------------ |
| 1984                           | 2                              | 13 أسبوعًا (15 ديسمبر 1984 - 9 مارس 1985)   |
| 1985                           | 2/6                            | 7 أسابيع (14 ديسمبر 1985 - 25 يناير 1986)  |
| 1986                           | 14 / 45                        | 5 أسابيع (13 ديسمبر 1986 - 10 يناير 1987)  |
| 2007                           | 14                             | 5 أسابيع (8 ديسمبر 2007-5 يناير 2008)      |
| 2008                           | 26                             | 5 أسابيع (6 ديسمبر 2008 - 3 يناير 2009)    |
| 2009                           | 34                             | 4 أسابيع (12 ديسمبر 2009 - 2 يناير 2010)   |
| 2010                           | 53                             | 4 أسابيع (11 ديسمبر 2010 - 1 يناير 2011)   |
| 2011                           | 26                             | 4 أسابيع (10 ديسمبر 2011 - 31 ديسمبر 2011) |
| 2012                           | 34                             | 5 أسابيع (8 ديسمبر 2012-5 يناير 2013)      |
| 2013                           | 36                             | 5 أسابيع (7 ديسمبر 2013-4 يناير 2014)      |
| 2014                           | 28                             | 5 أسابيع (6 ديسمبر 2014 - 3 يناير 2015)    |
| 2015                           | 18                             | 5 أسابيع (10 ديسمبر 2015-7 يناير 2016)     |
| 2016                           | 7                              | 5 أسابيع (8 ديسمبر 2016-5 يناير 2017)      |
| 2017                           | 2                              | 6 أسابيع (30 نوفمبر 2017-4 يناير 2018)     |
| 2018                           | 3                              | 5 أسابيع (6 ديسمبر 2018 - 3 يناير 2019)    |
| 2019                           | 3                              | 6 أسابيع (28 نوفمبر 2019-2 يناير 2020)     |

باعت أغنية «لاست كرسماس» أكثر من 1.90 مليون نسخة حتى فبراير 2020 وهي الأغنية الأكثر مبيعًا في تاريخ المخططات في المملكة المتحدة التي لم تصل إلى رقم 1 وهي في المركز العاشر في تصنيف أفضل الأغاني الفردية مبيعًا على الإطلاق في المتحدة مملكة. تم اعتماده مرتين متعدد البلاتين في ديسمبر 2018.
في ديسمبر 2019، بلغ ذروتها في المرتبة الأولى على كل من مخطط الفينيل الفردي الرسمي في المملكة المتحدة وعلى الرسم البياني الرسمي لفيديو الاغنية. في الأسبوع التالي، سجلت الأغنية رقماً قياسياً جديداً في الرسم البياني للمملكة المتحدة وتم بثها 17.1 مليون مرة، وهو أكبر عدد من المسرحيات في الأسبوع. أصبح الإصدار الفردي الأكثر مبيعًا في المملكة المتحدة في عام 2019.

## فيديو الاغنية
ويظهر فيديو «عيد الميلاد الماضي» وام! العضوان جورج مايكل وأندرو ريدجيلي يرافقان صديقاتهن لرؤية الأصدقاء في كوخ منتجع تزلج غير محدد:التلفريك الذي يمكن رؤيته في لقطتين من ساس-فيي، سويسرا، حيث تم تصوير الفيديو هناك. يتضح في وقت مبكر أن شخصية صديقة ريدجيلي (التي تؤديها عارضة الأزياء كاثي هيل) كانت في السابق على علاقة مع مايكل وأن الأغنية كانت تستهدفها. يمكن رؤيتها خلال الفيديو من خلال حقيقة أنها عادة ما ترتدي اللون الأحمر، لكن الجميع يرتدون ألوانًا صامتة.
اعتبارًا من ديسمبر 2019، تلقى الفيديو الموسيقي أكثر من 500 مليون مشاهدة على قناة Wham! الرسمي على اليوتيوب. حصل الفيديو الموسيقي الرسمي الثاني «لاست كرسماس (Pudding Mix)» على قناة Wham! الرسمية على 30 مليون مشاهدة (اعتبارًا من أكتوبر 2020). تم إصدار الفيديو الموسيقي، الذي تم تصويره في الأصل على فيلم فيلم، في 13 ديسمبر 2019 بدقة 4K Ultra HD ولديه أكثر من 512 مليون مشاهدة (اعتبارًا من أكتوبر 2020).

## المظاهر في وسائل الإعلام الأخرى
في فيلم لاست كرسماس (2019) يعرض الفيلم بشكل بارز موسيقى المغني الراحل جورج مايكل، بما في ذلك هذه الأغنية ومسار لم يُصدر من قبل.